# Hwange-Nationalpark

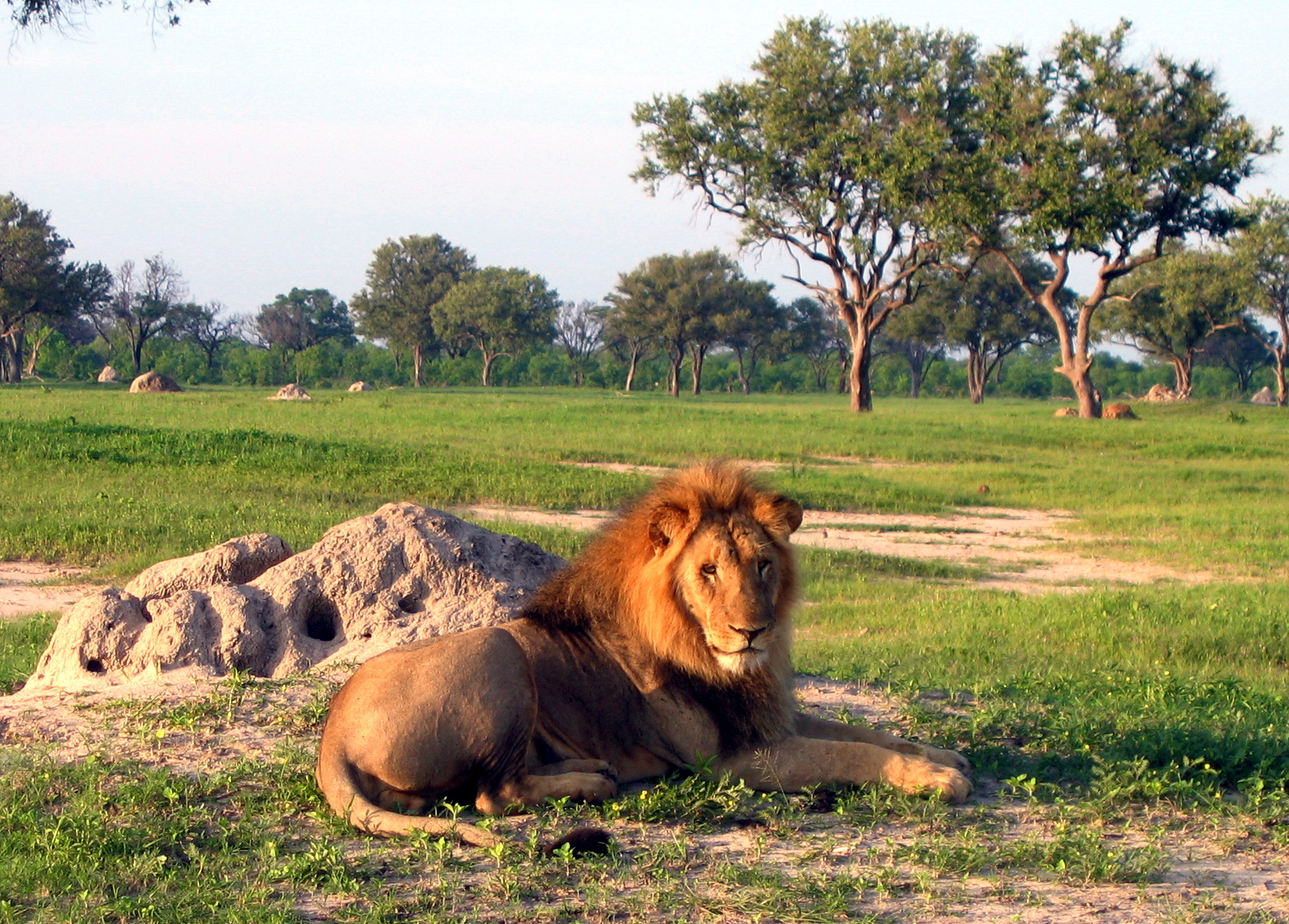
Löwe im Hwange-Nationalpark

Der Hwange-Nationalpark (englisch Hwange National Park; vormals Wankie National Park) ist mit 14.651 Quadratkilometer der größte Nationalpark in Simbabwe. Der Park liegt im Westen des Landes in den Ausläufern der Kalahari an der Grenze zu Botswana 200 km nordwestlich der Stadt Bulawayo. Der Park, in dem es eine große Artenvielfalt gibt, gehört zu den bedeutendsten Naturschutzgebieten des Landes. Er ist Teil der Kavango-Zambezi Transfrontier Conservation Area.

## Geschichte
Das Gebiet soll schon im 19. Jahrhundert als herrschaftliches Jagdgebiet für den König Mzilikazi gedient haben. Bereits im Jahr 1928 wurde das Gebiet als Wildtierreservat von der britischen Kolonialverwaltung unter Naturschutz gestellt. 1930 erhielt es den Status eines Nationalparks. Benannt ist der Nationalpark nach einem lokalen Stammesführer.

## Abiotische Umweltfaktoren
Der Nationalpark liegt im Übergangsbereich von Kalahariwüste im Südwesten zu feuchteren Savannen im Nordosten. Die Höhenlage reicht von 938 Meter bis 1152 Meter. Etwa zwei Drittel der Fläche wird von Sandböden eingenommen, die durch festgelegte Dünen und trockengefallene, nach Südwesten verlaufende Flusstäler gegliedert werden. Unter dem Sand befindet sich eine Ortstein-Schicht. Im Norden sind die Böden aus der Verwitterungszone des anstehenden felsigen Untergrunds entstanden, dieser Teil entwässert nach Norden zum Zambesi hin.
Der jährliche Niederschlag beträgt etwa 655 mm, nach Südwesten abnehmend. Der Regen fällt hauptsächlich in den Monaten November bis März. Die meisten Gewässer sind temporär, es reichert sich Salz an. Die heißesten Temperaturen werden vor der Regenzeit, im Oktober, erreicht. Juni und Juli sind die kältesten Monate, gelegentlich kann leichter Frost auftreten.

## Vegetation und Flora
Die Vegetation ändert sich analog mit der Niederschlagsmenge vom wüstenhaften Südwesten zum baumbestandenen Nordosten. Auf den trockenen, durch Ortstein verhärteten Sandböden findet sich Grasland mit einzelnen Kameldornakazien (Acacia erioloba). Der Osten ist dichter bewachsen, an höheren Bäumen finden sich Baikiaea plurijuga, Baikiaea africana, Guibourtia coleosperma und Pterocarpus angolensis. Im Unterwuchs wachsen Terminalia sericea, Combretum- und Acacia-Arten. Im Norden, bei besseren Wasser- und Bodenbedingungen, wächst Mopane-Wald mit Mopane (Colophospermum mopane), Combretum- und Commiphora-Arten.

## Fauna

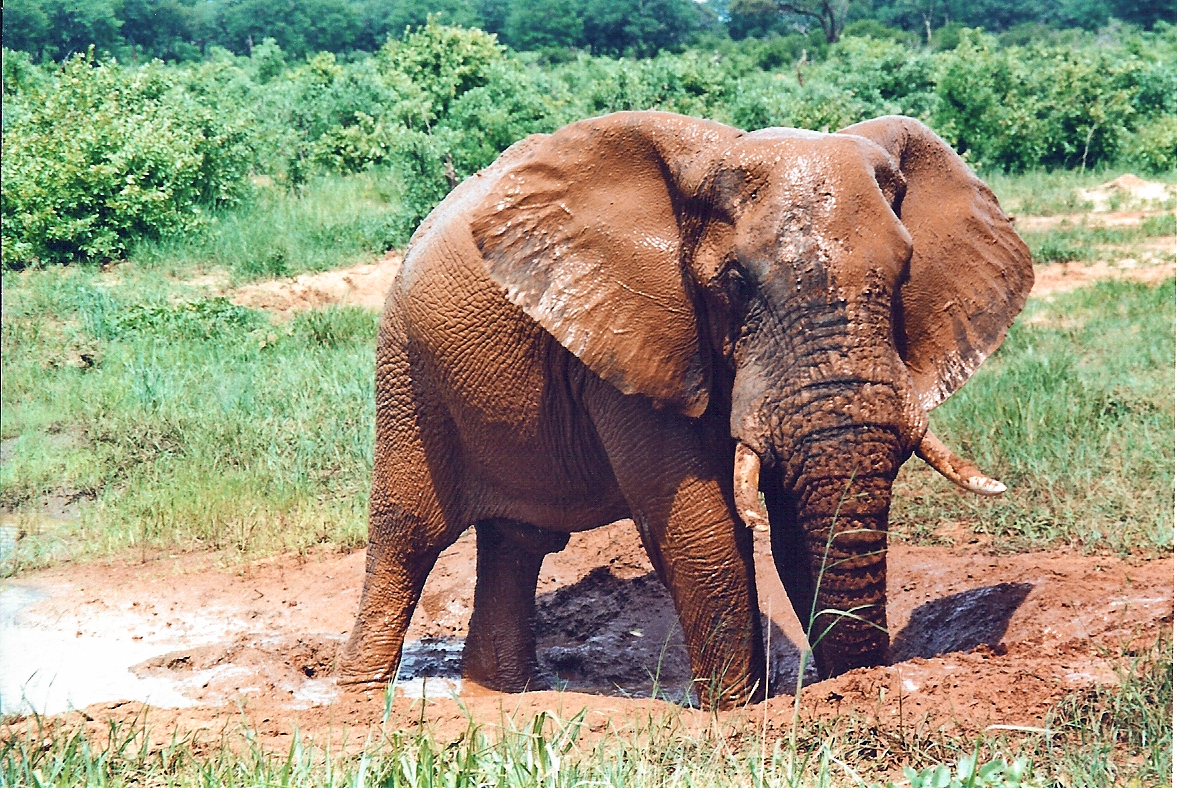
Elefant im Hwange-Nationalpark bei einem Schlammbad

Im Park bestehen Populationen von Afrikanischen Elefanten (Loxodonta africana), Afrikanischen Büffeln (Syncerus caffer), Giraffen (Giraffa camelopardalis), Steppenzebras (Equus burchelli), Flusspferden (Hippopotamus amphibius), Wüstenwarzenschweinen (Phacochoerus aethiopicus), eine große Anzahl an Antilopen, darunter Gnus, Große Kudus (Tragelaphus strepsiceros), Impalas (Aepyceros melampus) und Rappenantilopen (Hippotragus niger). Weitere vorhandene Säugetiere sind Löwen (Panthera leo), Leoparden (Panthera pardus), Geparden (Acinonyx jubatus), Afrikanische Wildhunde (Lycaon pictus) und zwei Hyänen-Arten.
Vorhandene Vogelarten, -gattungen und -familien sind in Abhängigkeit von der Jahreszeit Prachtfinken (Estrildidae), Girlitze (Serinus), Tauben (Columbidae), Frankoline (Francolinus), Perlhühner (Numididae), Flughühner (Pteroclididae) und Stare (Sturnidae) während der Trockenzeit. Während der Regenzeit halten sich Kuckucke (Cuculidae), Schwalben (Hirundinidae), Segler (Apodidae), Fliegenschnäpper (Muscicapidae), Nachtschwalben (Caprimulgus), Nilgänse (Alopochen aegyptiacus), Rotschnabelenten (Anas erythrorhyncha) und Höckerglanzgänse (Sarkidiornis melanotos) dort auf.
Vorhandene Greifvögel sind Gaukler (Terathopius ecaudatus) und Ohrengeier (Torgos tracheliotus), Bengalgeier (Gyps bengalensis), Kapgeier (Gyps coprotheres), Wollkopfgeier (Trigonoceps occipitalis) und Kappengeier (Necrosyrtes monachus).
Um den Tierbestand in der Trockenzeit zu erhalten, wurden 62 Brunnen erbohrt. Wanderbewegungen der Tiere in den feuchteren Nordosten, zum Gwayi-Fluss, sind durch Siedlungen unterbrochen. Zudem ist der Park eingezäunt, um die Übertragung der Maul- und Klauenseuche einzudämmen.
Der Bestand an Elefanten wurde um 1930 auf 2000 bis 4000 Tiere geschätzt. Bis 1985 hatte sich die Zahl auf 12.000 bis 14.000 Tiere erhöht. 2006 lagen die Schätzungen bei 30.000 bis 40.000 Elefanten. 2017 wurde der Bestand mit rund 23.000 Tieren angegeben. Die Population wird auch unterstützt durch die künstlichen Wasserstellen, in trockenen Jahren steigt die Sterblichkeitsrate allerdings deutlich. Lokal verursachen die Elefanten Veränderungen und Störungen der Vegetation.

## Management und Wilderei
Camps mit Außenstellen der Nationalparkverwaltung befinden sich in Robins, Sinamatella und am Portal des Parks (Main Camp).
Im Jahr 2013 wurden insgesamt 81 Elefanten getötet, nachdem bei zwei unterschiedlichen Ereignissen die Wasserstellen der Herden mit Zyanid vergiftet wurden. In der Folge wurden neun Wilderer verhaftet und eine große Menge Elfenbein sichergestellt. Die Anzahl der durch das Gift getöteten kleineren Tiere und der Raubtiere, die das Gift indirekt aufgenommen haben, wurde statistisch nicht zur Gänze erfasst.
Großes Aufsehen erregte die Tötung des Löwen Cecil Anfang Juli 2015. Der Löwe mit der markanten schwarzen Mähne galt als Wahrzeichen des Nationalparks und hatte bei Besuchern und Einheimischen einen hohen Bekanntheitsgrad. Ein Zahnarzt aus den USA hat ausgesagt, den Löwen mit Pfeil und Bogen gejagt zu haben. Er habe für den Abschuss eines Löwen 55.000 US-Dollar bezahlt, eine örtliche Safariagentur beauftragt und sei davon ausgegangen, dass deshalb die Tötung des Löwen legal sei. Zeitungsberichten zufolge lockten seine Führer den Löwen mit einem Kadaver an. Außerhalb der Grenzen des sicheren Nationalparks wurde der Löwe durch den US-Amerikaner mit einem Pfeil verwundet, erst vierzig Stunden später konnte Cecil gefunden und durch einen Gewehrschuss getötet werden. Der Löwe war Teil eines Forschungsprogrammes der Universität von Oxford, das GPS-Halsband wollen sowohl der Jäger als auch seine Jagdhelfer nicht bemerkt haben. Nachdem Cecil erlegt worden war, wurde sein Kopf abgetrennt und das Fell abgezogen. Die Jäger versuchten vergeblich, das Halsband zu zerstören, und versteckten es daraufhin in einem Baum. Der Kopf und das Fell, welche bereits zur Präparation vorbereitet wurden, sind inzwischen an die Behörden übergeben worden. Der amerikanische Jäger, der Leiter der Safariagentur und der Besitzer des Grundstücks, auf dem der Kadaver des Löwen gefunden wurde, wurden von den örtlichen Behörden wegen Wilderei angeklagt. Der Fall fand weltweit große Anteilnahme. Tierschutzorganisationen und sehr viele Prominente, unter ihnen Arnold Schwarzenegger, Amy Macdonald, Ricky Gervais, Nicky Rothschild und Mia Farrow, verurteilten den Jäger und forderten das Ende der Jagd nach Trophäen.

## Belege
1. ↑  Wankie National Park (englisch), abgerufen am 11. November 2015.
2. 1 2 3 4 5 6 7 8 9 10  
Hwange National Park. World Conservation Monitoring Centre, 1985, archiviert vom Original (nicht mehr online verfügbar) am 24. April 2009; abgerufen am 19. Februar 2018.
3. 1 2 3  
Hwange National Park. Zimbabwe Parks and Wildlife Management Authority, archiviert vom Original (nicht mehr online verfügbar) am 4. September 2010; abgerufen am 31. August 2010.
4. ↑  2017 GAME CENSUS FOR HWANGE NATIONAL PARK AND SURROUNDING AREAS. ZimParks, 2017 (Seite nicht mehr abrufbar, festgestellt im Juli 2025. Suche in Webarchiven)  Info: Der Link wurde automatisch als defekt markiert. Bitte prüfe den Link gemäß Anleitung und entferne dann diesen Hinweis. (englisch), abgerufen am 15. April 2018.
5. ↑  
N. Owen-Smith, G. I. H. Kerley, B. Page, R. Slotow, R. J. van Aarde: A scientific perspective on the management of elephants in the Kruger National Park and elsewhere. In: South African Journal of Science. Nr. 102, 2006, S. 389–394 (up.ac.za [PDF]).
6. ↑  Hwange | Zimparks. Archiviert vom Original (nicht mehr online verfügbar) am 4. Oktober 2019; abgerufen am 23. Mai 2019 (amerikanisches Englisch).  Info: Der Archivlink wurde automatisch eingesetzt und noch nicht geprüft. Bitte prüfe Original- und Archivlink gemäß Anleitung und entferne dann diesen Hinweis.
7. ↑  Elefanten in Zimbabwe mit Zyanid vergiftet. auf www.bbc.com, abgerufen am 1. August 2015.
8. ↑  Löwe Cecil im Hwange-Nationalpark getötet auf www.sueddeutsche.de, abgerufen am 1. August 2015.
9. ↑  Presseerklärung (Memento vom 2. August 2015 im Internet Archive) auf www.zimparks.org.
10. ↑  Petition: Gerechtigkeit für Cecil auf www.thepetitionsite.com, abgerufen am 1. August 2015.
11. ↑  Das sind keine Trophäen, Arnold Schwarzenegger auf twitter.com, abgerufen am 1. August 2015.
12. ↑  Löwen-Shitstorm. auf www.abendzeitung-muenchen.de, abgerufen am 1. August 2015.
13. ↑  Promis empört über Tötung von Löwe Cecil auf www.stern.de, abgerufen am 1. August 2015.